# Broughton Gifford
Broughton Gifford – wieś w Anglii, w hrabstwie Wiltshire. Leży 43 km na północny zachód od miasta Salisbury i 143 km na zachód od Londynu. W 2001 miejscowość liczyła 822 mieszkańców.